# Самуил
Вижте пояснителната страница за други личности с името Самуил.
Самуѝл (на старобългарски: ) е български цар, управлявал България от 997 г. до смъртта си. Той е първият владетел от династията на Комитопулите.
От около 971 г. Самуил управлява България съвместно с тримата си братя, а след смъртта им става действителен владетел на българите, макар че формално царската титла принадлежи първо на пленения от ромеите Борис II, а впоследствие на Роман. През 997 г. цар Роман умира и Самуил става едноличен владетел в едно от най-трудните времена в българската история.
В продължение на десетилетия той успява да удържи атаките на византийския император Василий II и дори му нанася сериозни поражения. Непрестанните борби за надмощие с Византия продължават през цялото му царуване.
Цар Самуил умира вероятно от сърдечен удар, който получава при вида на войниците си, ослепени след битката при Беласица. След преждевременната смърт на царя България не успява да издържи дълго на военния натиск на византийците. Четири години по-късно идва и краят на Първата българска държава.

## Произход и историческо значение
За ранните години на Самуил не се знае много. Надписът от село Герман край Преспанското езеро и добавките на епископ Михаил Деволски към хрониките на Йоан Скилица сочат, че бащата на комитопулите е Никола, а майка им – Рипсимия. Нейното име според някои изследователи говори за арменския ѝ произход. Според изворите Никола е бил болярин и областен управител от най-високо ниво. В латинската версия на хрониките на Скилица той е наречен comes, а синовете му – comites. Титлата „комит“ е давана на управниците на комитати, на които България е разделена от средата на IX век. По правило в Първото българско царство тази титла е давана единствено на аристократи, свързани с царската династия т.е. на най-близки родственици на царя. Предполага се, че комит Никола е управител на голямата област Средец. Вероятно той се намира в близки родствени връзки с преславския царски двор – сред потомците му са разпространени имената на владетели от Симеоновия род. Самуил кръщава един от синовете си, Гавраил Радомир, на неговия дядо – Гавраил, брат на Симеон, а племенникът на Самуил, Иван Владислав, кръщава един от своите синове на прадядо си – Пресиян.
Предположението, срещащо се в по-стари изследвания, че Самуил е имал съгласно с тогавашния български обичай второ име „Стефан“, почива на исторически извор, чиято автентичност е оспорена.
Никола вероятно умира преди 970 г.
Две столетия по-късно управлението на комитопулите легитимира създаването на Втората българската държава. Мястото на Самуил в българската държавна традиция, като наследник на Симеон и Петър и предшественик на Асеневци, е засвидетелствано в кореспонденцията на папа Инокентий III с българския цар Калоян и с унгарския крал Емерих. В писмо от 1203 г. Калоян съобщава, че е натоварил Търновския архиепископ Василий с мисия до папата, „съгласно обичая“ на неговите
| „ | предшественици, царете на българите и власите – Симеон, Петър и Самуил, прародители мои, и на всички останали царе на българите... | “ |

Калоян желае царската му титла да бъде призната от папата:
| „ | ...ние като любим син искаме от нашата майка, Римската църква, царска корона и достойнство според както са ги имали нашите стари императори. Както намираме записано в нашите книги, един е бил Петър, втори – Самуил и други... | “ |

Безуспешно се опитва да предотврати коронясването на Калоян унгарският крал Емерих. На неговите протести папата отговаря:
| „ | ...от старо време в България последователно мнозина царе са били короновани чрез апостолическа власт, като Петър и Самуил... | “ |

## Управление на България

### България в периода 968 – 976 г.
През 968 г. България е нападната от русите, начело с княз Светослав, който овладява североизточната част на страната. Българският цар Петър умира на 30 януари 969 г. През същата година Светослав е принуден да се завърне в страната си, която е връхлетяна от печенегите. През лятото на 969 г. той предприема втори поход отвъд Дунава. Най-ранната поява на комитопулите в средновековните хроники е едно широко дискутирано известие на Йоан Скилица. Според него Давид, Мойсей, Арон и Самуил, „синове на един от велемощните комити“, започнали да бунят България, което наложило завръщането на Борис и Роман в родината им (виж. по-долу). На това известие е отделено голямо внимание в контекста на дискусиите около популярната сред историците в края на XIX век (К. Иречек, М. Дринов) и по-късно отхвърлена теория за Западнобългарска държава, отцепила се от Петровото царство. Някои историци (В. Златарски, Петров, Ст. Антоляк) виждат в съобщението важен исторически извор и му дават специфични интерпретации. Други (Г. Острогорски, В. Р. Розен, Ферлуга) го определят като недостоверно и резултат от особености в начина, по който Скилица подрежда събитията в хрониката си, а трети (С. Пириватрич) не го отричат категорично, но избягват да го използват като източник на информация за политическата роля на Самуил и братята му в събития от периода 969 – 971 г. Не се поставя под съмнение принадлежността на комитопулите към висшето болярско съсловие изправено в тези смутни години пред нелеката задача да опази българската държавност. 
 Сведенията за завръщането на Борис II и брат му Роман в Преслав са оскъдни. Известно е обаче, че след превземането на българската столица през 971 г. от византийския император Йоан I Цимисхий, българският цар е бил с всичките си царски достойнства. Това говори, че след падането на Преслав в края на 969 г. най-вероятно се е стигнало до споразумение между българите и русите за съвместни действия срещу Византия. По време на втория си поход отвъд Дунава Светослав се надява, че ще му се отдаде да превземе Цариград. Настъплението му на юг е много бързо и той се превръща в сериозна заплаха за Византия. Ако в завръщането на Борис в България ромеите са виждали възможност опасностите за империята им да намалеят, то планът им не успява. На страната на русите при настъплението им в Тракия през 970 г. се бият и българи. Дали комитопулите са били сред тях е трудно да се каже. Твърдата им антивизантийска позиция обаче със сигурност се е радвала на широка подкрепа сред българите. За тяхната популярност по-късно допринася и ролята им за спасяването на българската патриаршия след падането на Преслав през лятото на 971 г. в ръцете на Йоан Цимисхий, когато Светослав е победен и изтласкан от Подунавието, а Борис – отведен в Константинопол и публично развенчан.
За периода 971 – 976 г. хрониките мълчат. Съобщението за посрещане на български пратеници през март 973 г. от германския император Ото I в Кведлинбург не може да се приеме като потвърждение за една вече утвърдена политическа и международна позиция на комитопулите. Недостатъчното исторически извори за тези пет години позволяват да се правят само догадки за формата на управление в незавзетите от ромеите български земи. В историографията се приема, че четиримата братя са си разпределили властта върху тях. Давид ръководи българските територии в Тесалия и южна Македония. Вторият брат – Мойсей, се установява в Струмица. Третият брат, Арон, поема властта над Средец. Най-малкият брат, Самуил, управлява Видин (а според В. Златарски – Преспа). Смята се, че на Самуил се пада задачата да подготви освобождаването на изгубените български земи на североизток. Главната цел и на четиримата братя е да укрепят държавата и да си върнат изгубените български земи.

### Съвместно с братята си
Благоприятен момент за комитопулите настъпва в началото на 976 г., когато умира византийският император Йоан I Цимисхий. Възползвайки се от сътресенията във Византия, предизвикани от бунта на управителя на Месопотамия – Варда Склир, против младия император Василий II, българите започват настъпление към Елада и Пелопонес обсаждайки Лариса.
Съгласно мнение, застъпено от много български медиевисти, непосредствено след кончината на Цимисхий, населението на североизточна България се вдига на въстание и отхвърля византийската власт. Бунтът е воден от местни аристократи (Петър и Боян), които са връзката на комитопулите с останалите български земи. В хода на бунта византийските управители са изгонени, а хората признават властта на братята (Мойсей, Давид, Арон и Самуил, които управляват България съвместно).
Тази версия за освобождаването на североизточна България от византийска власт е подложена на сериозни критики след откриването на византийски печати при археологически разкопки в старата българска престолнина Велики Преслав. Въпросните печати сочат, че византийското административно присъствие в тези земи е продължило поне до август 986 г.
Скоро след освобождаването на българските територии от река Дунав до Стара планина, българите се насочват към Отвъддунавска България, която също е поробена. Византийските сили там не са добре подготвени за война и скоро отстъпват
Мойсей обсажда Серес, но случайно хвърлен камък от крепостта го убива на място, Давид също загива при странни обстоятелства. Той е убит от наемни убийци край Преспа. Често съвременните историци твърдят, че зад тези убийства стои Самуил с цел да си осигури самостоятелна власт, но подобни предположения не са доказани. Действията на двамата братя преди смъртта им привличат вниманието на Византия към тях, което дава възможност на Самуил да се подготви за ново настъпление.

### Съвместно с цар Роман
Около 978 г. двамата синове на цар Петър – Борис и Роман, които са пленени от византийците при превземането на Преслав през 971 г., се завръщат в България при не съвсем изяснени обстоятелства. На границата Борис е убит по погрешка от български войник, който е заблуден от византийските му дрехи. Борисовият брат Роман успява да обясни кой е, отведен е при Самуил във Видин и е провъзгласен от комитопулите за цар, а Самуил става първи пълководец на България., Самуил и Арон приемат Роман за титулярен владетел, осъзнавайки необходимостта от обединяване на българите в трудната им кауза да запазят независимостта си от Византия. Немаловажен при това е фактът, че Роман е единственият пряк наследник на Петър I.
Някои учени като Петър Петров позовавайки се на хрониката на по-късно живелия Йоан Скилица смятат, че цар Роман оставя управлението в ръцете на Самуил, а той се занимава най-вече с църковни дела., Но съвременниците на тези събития арабинът Яхия Антиохийски и арменецът Степан Таронски са категорични, че Роман не е бил само фигурант, а действително е управлявал и е участвал във военните походи и битките с ромеите. Чак след повторното му пленяване през 991 г. (също по време на битка), когато е хвърлен в затвор в Константинопол, където и умира през 997 г., Самуил е провъзгласен за цар.
Самуил настъпва срещу Византия, като на юг достига чак до Пелопонес.
След смъртта на Давид и Мойсей, Арон е най-възрастният от вече двамата братя. Той ръководи българските земи, които се намират най-близо до Тракия, император Василий решава да се насочи към него. Друг е въпросът, че Арон иска да спре войната с Византия и постепенно да си осигури самостоятелна власт, като отстрани по някакъв начин брат си Самуил
Споразумението между Арон и Василий II предвижда сродяване между двамата. Арон избира за своя жена сестрата на Василий II. От Цариград е изпратен севастийският митрополит, който вместо сестрата на императора води със себе си неизвестна никому жена. След като измамата е разкрита митрополитът е изгорен жив, както твърди арменският летописец Асохиг. Когато византийският император разбира за стореното, събира армия и се насочва към прохода Траянови врата, преминава го и обсажда Средец. Обсадата продължава 20 дни и се превръща в предизвестие на катастрофата, която очаква ромеите. Българите изгарят обсадните машини и взимат със себе си много добитък, злато и пленници. Василий II решава да отстъпи към Филипопол, но пътят му минава отново през Траянови врата, където българите на Самуил, притекъл се на помощ на своя брат, вече го причакват. Почти цялата византийска армия е унищожена или попада в плен. Самият император оцелява по чудо. Според повечето извори датата на грандиозното поражение е 17 август 986 г.
Стремежът на Арон към самовластие и тайните му преговори с Василий II водят до раздор между двамата братя, който завършва с избиването на Арон и целия му род. Единствен оцелява синът му Иван Владислав, защото за неговия живот се застъпва Самуиловият син Гавраил Радомир. След смъртта на Арон, цяла България минава в ръцете на Самуил
През 986 г. във Византия отново избухва бунт, българите решават да използват момента и нападат Солун, където е разположена голяма вражеска войска. След битки до 989 г. областите на Епир, почти цялата Солунска област, както и крепостите Верия и Сервия са присъединени към България, която отново се простира на три морета.
През 989 г. размириците във Византия най-накрая приключват, бунтовниците са разбити, а разпрата с Вардар Склир завършва с помилването му. Така императорът може да насочи вниманието си изцяло към България. Към 991 г. войната с българите пламва отново, а междувременно българският цар – Роман е пленен и откаран в Цариград.
Войната на Балканите приключва през 995 г., защото Византия е нападната от Фатимидите, поради което Василий отново оставя настрана българите. Самуил се възползва и след като си връща изгубените територии, се отправя към Солун. Срещу него е изпратен синът на солунския дук, Ашот който е победен и пленен от българските армии. Самуил е решен да щурмува Солун, той предвидливо разделя войската си на части и подготвя множество засади, след което напада града с малък отряд, който бързо е разбит от дук Григорий. Дукът помисля, че е победил и започва да преследва избягалите от отряда, тогава се натъква на една от засадите, армията му е победена и той също загива в боя.
След Солун, Самуил превзема отново Тесалия, преминава отбраната на прохода Термопили и нахлува в Атика, след нея прониква и в Пелопонес.
Притеснен от тези събития, Василий II изпраща пълководеца Никифор Уран. През 996 г. Самуил се връща обратно, за да не допусне византийците да му отнемат част от земите, и се среща с Уран до река Сперхей. В този момент реката е придошла и двете армии дълго стоят на двата отсрещни бряга. През нощта византийците откриват брод през реката и нападат българите, докато те спят. Следва безмилостно клане, а Самуил и синът му Гавраил Радомир са ранени и едвам успяват да се спасят. Никифор Уран пленява 12 000 българи и за известно време България остава без налични сили за борба срещу ромеите.

### Като български цар
През 997 г. достига вест, че плененият български цар Роман е починал в катакомбите на Цариград. С неговата смърт умира и династията на Крум. По това време няма законен владетел на българския престол, затова изборът пада на най-близкия родственик на Симеон Велики и този, който през всички тези години на война води българските войски – Самуил.
През същата г. Самуил се провъзгласява за цар на България.
Новата Самуилова династия трябва да получи международно признание, но тъй като отношенията между българи и византийци не са добри, Самуил получава благословията не на патриарха, а на римския папа, който го провъзгласява за император (цар) на българите.

#### Война със сърбите
Като български цар първите си военни действия Самуил води срещу сърбите през 998 г., вероятно за да предотврати евентуален съюз на Византия с тях.
Веднага щом разбира за нападението, сръбският княз Иван Владимир се оттегля с армията и народа си към планините, Самуил установява част от войските си в околностите на планините и обсажда крепостта Улцин с останалата част. Иван Владимир получава шанс от Самуил да се предаде, той не се съгласява, тогава българският владетел прибягва до услугите на един сръбски жупан, който сам предлага услугите си преди това, скоро сръбският крал се предава. Иван Владимир е заточен в Преспа, след което българите превземат Котор и Далмация и настъпват към Дубровник, но опитът на Самуил да овладее града не сполучват и затова той се отправя и завладява областите Босна и Рашка.
По-късно Иван Владимир е оженен за дъщерята на Самуил – Теодора Косара и върнат в Зета като васален на българите владетел. На тези събития е посветен най-старият сръбски роман „Иван и Косара“ написан през XIII век.

#### Династични бракове
По същото време на сватбата на Теодора с Иван Владимир, Самуил сключва още една „брачна сделка“ със сватбата на пленения Ашот и дъщеря си Мирослава. След сватбата Ашот е назначен за управител на Драч. Този ход цели укрепване на южните български територии.
Самуил влиза и в съюз с Унгария, чрез женитбата на сина си Гавраил Радомир с дъщерята на унгарския владетел Геза.

#### Обрат във войната с Византия
Докато Самуил се намира в Сърбия, Византия събира силите си и в продължение на 3 месеца войските, предвождани от Никифор Уран, извършват нападения над българските земи.
През 1001 г. Василий II изпраща войските си отвъд Стара планина и превзема Плиска, Преслав и Дръстър. Армиите на императора продължават да извършват нападения, докато накрая Североизточна България пада отново.
През 1002 г. византийците се насочват към южните части на България, с цел да си върнат Тесалия. Когато достигат крепостта Верея, управителят ѝ Добромир не се съпротивлява, а дори минава на страната на византийците. Крепостта Колидрон също се предава без бой. Не е такова положението с крепостта Сервия – управителят ѝ Никулица успява да задържи дълго време армиите на противника, но когато врагът прониква в крепостта и притиска защитниците ѝ, българите се предават. Василий II нарежда Никулица да бъде отведен в Цариград, където му присъждат титлата патриций, с цел да бъде привлечен на византийска страна, поради добрите си качества, но Никулица успява да избяга и се връща при Самуил, с когото планират действията на българските войски. В края на годината българите нападат отново крепостта Сервия, но атаката не успява и Никулица е повторно пленен.
Василий II продължава походите си в Македония и скоро стига до Воден. След продължителна обсада градът е превзет.

#### Война с Унгария, ново настъпление срещу Византия
След сватбата на Самуиловия син Гавраил Радомир и дъщерята на унгарския крал Геза, настъпват приятелски отношения между двете страни. Но след смъртта на унгареца Геза, противниците на унгарския престолонаследник, Гюла и Купан, са подкрепени от болярина Охтум, който по това време е областен управител на териториите на България, намиращи се отвъд Дунав.
Когато синът на Геза, Стефан, се възкачва на престола, той решава да разтрогне брака между Гавраил Радомир и унгарската принцеса. Българите продължават да подкрепят Гюла и Купан и скоро Унгария навлиза в България от северозапад. От тези затруднения на българите се възползва Византия. През 1002 г. започва обсадата на Видин, който е блокиран от ромеите в продължение на повече от осем месеца, докато накрая крепостта пада след предателството на видинския митрополит.
През 1003 г. българите решават да играят ва-банк: насочват се срещу Адрианопол, за да накарат византийците да смъкнат обсадата на Видин. Василий не се хваща на тази уловка, жертва Адрианопол и упорито продължава обсадата на Видин, който впоследствие е принуден да капитулира. Самуил не продължава към столицата на Византия, защото не иска излишно да рискува отдалечавайки се твърде много от българските територии.
В същото време унгарците побеждават войските на Охтум, който загива в сражението. Така българите започват постепенно да губят контрол над Северна България.
Василий решава веднага да се възползва от създалата се ситуация и през лятото на 1003 г. се насочва на юг, подкрепен от унгарски войски. Скоро Василий се оказва пред Скопие. Междувременно Самуил вече се е завърнал. Двете армии са очи в очи, но разделени от буйните води на Вардар. И тук българският цар допуска същата грешка, както при р. Сперхей. Ромеите намират брод, разбиват българската армия и превземат Скопие. След това ромейският император се насочва към здравата Пернишка крепост, управлявана от Кракра, който се слави като опитен воин и умел стратег. Византийската армия понася тежки загуби и е принудена да се оттегли. Василий се завръща в Цариград, минавайки през Филипопол. След фиаското на императора при Перник, българите успяват да си върнат Скопие.
През 1004 г. Самуил се възползва от тежките загуби на Византия при битката за Перник и отново напада Солун, не го превзема, но пленява византийския военачалник Йоан Халда. Загубите, които българите претърпяват през тези 4 години, са твърде значителни.
След тези военни неуспехи на Самуил много от военачалниците и управителите му напускат България. През 1005 г. арменецът Ашот, който е женен за Мирослава, дъщерята на Самуил, бяга от Драч заедно с нея, среща се с Василий II и му предава властта над Драчката област.
От 1006 г. нататък сраженията между българи и византийци продължават без да спират, като през 1009 г. ромейските войски разбиват българската армия при Крета, но Василий II не успява да се възползва максимално. Положението не се променя до 1013 г. Василий предприема поход след поход срещу българите, които методично са притискани в най-различни точки. Дори и през зимата, ромеите продължават да опустошават части от България.

#### Смърт
Развръзката на войната идва на 29 юли 1014 г. Решен да спре непрекъснатите нападения на византийците, Самуил построява мощна преградна стена (дема) при днешното село Ключ, тъй като армиите на Василий II се очаква да минат оттам. Василий II прави много опити да превземе стената, но с неуспех и загуби на много бойци. Войските на Византия са готови да се оттеглят, когато пълководецът Никифор Ксифий намира таен път и заобикаля стената, нападайки българите в тил. Византийските хроники съобщават, че ромеите нанасят решително поражение и пленяват 14 или 15 хиляди български войници. Самият Самуил е ранен, но престолонаследникът Гаврил Радомир го спасява като го качва на седлото на собствения си кон и го отвежда в укрепения град Прилеп, отбраняван от Ивац. В Прилеп царят престоява няколко седмици, след което през Битоля и Лерин е отведен в Преспа, което отбелязва и византийският историк Михаил Аталиат.
След поражението при Ключ обаче Гаврил Радомир бързо успява да организира оцелелите български сили и да неутрализира по-нататъшното настъпление на византийците. Любимецът на император Василий II попада в устроена от Гаврил Радомир засада и „пада убит, изтърбушен на копието на Радомир“ (според Теофилакт Вотаниат), което вбесява до такава степен императора, че той нарежда да бъдат ослепени пленените 15 000 български войници като на всеки 100 е оставен един с едно здраво око, за да води другите по пътя към дома. Когато ослепената войска достига Преспа, гледката така поразила Самуил, че той получава сърдечен удар и два дни по-късно (на 6 октомври 1014 г.) умира.
В израз на благодарност за това му деяние Василий II по-късно е удостоен от византийците с прозвището „Българоубиец“ (гръцки: Βουλγαροκτόνος). Днес булеварди в Атина, Солун и други градове в Гърция носят името „Василий Българоубиец“, в чест на императора, победил Самуил.
Първото българско царство успява да просъществува само още 4 години след смъртта на Самуил, след което пада под византийска власт до 1185 г., когато българската държавност е възстановена с въстанието на братята Асен и Петър.
Според легендите след битката при Беласица хилядите ослепени български войници намират убежище в селото Добърско. След поражението си те се отправили към Рилския манастир, но студена и тежка зима ги застига и те са принудени да останат. По време на престоя си установяват, че водата от аязмото в двора на църквата „Св. св. Теодор Тирон и Теодор Стратилат“ облекчава болката в очите им. Така се заселват и създават прочутата Добърска певческа школа.

## Гробът на владетеля
През 1969 г. гръцкият археолог професор Николаос Муцопулос прави разкопки в базиликата „Свети Ахил“ на едноименния остров в Малкото Преспанското езеро и в десния ѝ наос открива четири богати погребения, три от които ограбени още в Средновековието. Въпреки отсъствието на надписи Муцопулос предполага, че това са гробовете на Самуил, сина му цар Гавраил Радомир, зет му Иван Владимир, а в четвъртия гроб са костите на малки деца, вероятно синовете на Гаврил Радомир, убити по заповед на Иван Владислав, за да запази трона за сина си.
Антропологичните изследвания на предполагаемите кости на Самуил показват, че мъжът е бил висок около 1,60 метра и е починал на приблизително 70 години. Антрополозите разкриват още, че лявата лакътна кост е била счупена и зараснала накриво под ъгъл 140° (вероятно в резултат от травмата получена при раняването на царя в битката при река Сперхей).
Днес тленните останки на царя се намират в лабораторията на гръцкия професор в Солун. Професорът е готов да направи размяна за костите, ако получи няколко стари византийски ръкописа, които сега се намират в България.

## Тези на историографията в бивша Югославия и Северна Македония
Въпреки че Самуиловото царство има за сърцевина региона на Охрид, който сам по себе си е един от най-значимите културни центрове на Първата българска държава, в стара Югославия се приема, че държавата не е българска. Сръбският проф. Драгутин Анастасиевич смята дори, че тя е основана с един по същество антибългарски бунт на Комитопулите. Старата сръбска историография редовно описва Самуиловото царство като Царство на македонските славяни, имплицирайки по същество сръбския характер на македонците. Югославският византолог Георгий Острогорски, макар да признава, че в държавно и религиозно отношение новото царство е исторически пряко свързано с царството на Симеон и Петър и че както за своите създатели, така и за византийците то е просто Българско царство, смята, че в действителност тази „македонска империя“ съществено се различава от някогашната империя на българите.
След 1944 г. в светлината на стремежите за изграждане на нова нация във Вардарска Македония тези идеи се приемат от редица популяризатори и учени в СФРЮ като Драган Ташковски (1961), Степан Анатоляк (1969) и други. Документално тезите на посочените автори се градят единствено върху многократно дискутирано в науката кратко съобщение на Йоан Скилица, че след като вестта за смъртта на българския цар Петър I стига до Цариград, неговите синове, които са заложници там, са изпратени от византийските власти в България „да възпрат комитопулите в по-нататъшното им напредване..., а Давид, Мойсей, Арон и Самуил, които са синове на един от много силните комити на България, клонели към метеж и започнали да бунят България“. Начинът, по който се интерпретира този пасаж, е че метежът от 969 или 970 г. не е насочен срещу византийците, а срещу освободените от тях наследници на българския трон – Борис II и Роман. Към това авторите от Югославия прибавят, че въстанието е срещу българския народ и виждат противопоставяне и на етническа основа.
Тази спорна югославска теза е изоставена от съвременната сръбска историография след разпадането на федерацията, като се признава пълната приемственост на владетелската и църковната институции и аристократичните титли между държавата под властта на Комитопулите и на Крумовата династия. Тезата за „македонското самуилово царство“ все още се поддържа единствено от историографията в Северна Македония, която се гради на така наречения принцип на „ад хок-териториалност“, който не се споделя от международната научна общност и приема съвременните политически и етнически граници за винаги съществували. Историците в Северна Македония изхождат от презумпцията, че след като днес има хора, определящи се като етнически македонци и след като през Античността вероятно е имало такива, не е възможно през разделящите ги епохи ситуацията да е била по-различна. Така в Средновековна България апологетите на модерната македонска историография намират аргумент за наличието на средновековни македонци. За сравнение независимо че столиците на най-значимият сръбски средновековен владетел Стефан Душан също са били на територията на географска Македония – в Скопие и Сяр, официалната македонска историография никога не е отричала сръбския характер на държавата му.

## Научни доказателства
За съвременната медиевистика няма спор, че Самуил е бил цар на България.
Един от аргументите за българския произход на Самуил, е че при пресичането му на българската граница, след смъртта на цар Борис II за цар е признат Роман, братът на царя. През цялото това време (около 6 години) Самуил е главен пълководец на българската армия и чак след смъртта на законния владетел се обявява за български цар.
Във всички документи и различните артефакти от епохата няма нито един, който да гласи, че Самуил е друго освен български владетел. Като македонец обаче е определен Василий II, който произхожда от византийската тема Македония, разположена в днешната област Тракия. Василий II (от династията на Македонците) е наречен „Българоубиец“ от византийците, което още един път ни подсказва, че войната е водена между българи и византийци.
Допълнително доказателство, е че българският патриарх Дамян бяга в Охрид от окупирания Преслав, като по това време Охрид става седалище на българската патриаршия, което отново подсказва, че столицата Охрид е била българска, а не „македонска“. Устройството на администрацията на държавата също е била според дотогавашните български традиции. Самата днешна област Македония след 1018 г. е обявена от Василий II за отделна административна единица или тема под името България.
В историческата памет на Средновековието династията и държавата на цар Самуил се възприемат като български. Като български владетели са определени принадлежащите към династията на комитопулите и в Дуклянската летопис. Арабският автор Яхия Антиохийски също описва Самуил като български цар. Дори арменският историк Асохиг (Степан от Тарон), който застъпва версията за арменски произход на комитопулите, описва държавата на Самуил като българска.

### Битолски надпис
Битолската плоча е намерена през декември 1956 г. при събарянето на Чауш джамия в гр. Битоля, която вероятно е градена с камъни от Битолската крепост. В надписът върху нея Иван Владислав посочва, че е племенник на Самуил и съобщава за обновяването на крепостта, която според текста е изградена за спасяване живота на българите. Самият владетел упоменава, че е цар на българите и българин по род. Първородният му син Пресиян II, който е и последният владетел (1018) на държавата, носи името на кан Пресиан, първият български владетел, присъединил района на Македония към България.

## Цар Самуил в художествената литература

### На български език
Личността на цар Самуил и времето на неговото съвремие са изобразени в творчеството на редица български писатели и поети.
Такава е например драмата на Войдан Чернодрински „Слав Драгота“ (1930), посветена на битката при Беласица и ослепяването на Самуиловите войници.
За написването на трилогията на „Самуил, цар български“ Димитър Талев използва редица исторически източници с цел да защити българската история и произход на монарха:
| „ | За своя роман „Самуил-цар български“ аз използувах почти всички факти, които са установени в историческата наука. Исках моят роман да има познавателно значение, да бъде щит на историческата правда и съкрушително оръжие срещу някои лъжеисторици в Скопие, които се опитват да фалшифицират историята... | “ |

Шести том от своята поредицата „Сказания в 15 тома“ Антон Дончев отделя на времето на цар Самуил. Името му е „Сказание за времето на Самуила“ и е разделен в две книги. Друга творба на Антон Дончев, посветена на времето на цар Самуил, в която той отново е един от основните персонажи, е „Трите живота на Кракра“ (2012).
За българския цар пише и Стефан Цанев в първи том на своите „Български хроники“.
Битката при Беласица е спомената в стихотворенията на Иван Вазов, „Опълченците на Шипка“ и „Не даваме я“. С битката се свързва и стихотворението на Пенчо Славейков „Цар Самуил“. Атанас Далчев също посочва „ослепелите бойци на Самуила“ в стихотворението си „Към родината“.
Образът и времето на цар Самуил са изобразени и в произведения на македонска литературна норма. Драмата на Стефан Таневски „Владимир и Косара“ (1967) се приема от някои литературни историци за най-доброто му дело. На цар Самуил е посветена поезия на Анте Поповски, Миле Неделковски, Радован Павловски, проза на Зоран Ковачевски.

### На други езици
Освен в българската художествена литература образът на цар Самуил се среща и в хърватската. Така например видният хърватски историк и поет от XVIII век Андрия Качич Миошич предава делата на владетеля историографски и същевременно по поетичен път в книгата си от 1756 г. „Приятен разговор на славянския народ“. В песните си, Качич Миошич разказва за епичната борба между цар Самуил и император Василий II. Въпреки че той разглежда историята на южните славяни като едно цяло, не пропуска многократно да нарече Самуил „български цар“.
Творбите на Качич Миошич служат за основа на редица български възрожденски произведения, включително подпомагат Отец Паисий в работата му над „История славянобългарска“. Повлиян от него Петко Рачев Славейков създава поемата си „Самуилка“.
В епохата на Хърватския романтизъм хърватският класик Петър Прерадович, поддръжник на илирийското движение, целящо обединението на всички южни славяни. На епизод от живота на цар Самуил той посвещава най-обширното си произведение: оперното либрето от 1852 г. „Владимир и Косара“, разглеждащо любовната история между Самуиловата дъщеря и сръбския крал, а също войната между двете държави. Един от основните герои е „Самуил, крал български“.
През 1911 г. значимата гръцка националистическа романтична писателка Пинелопи Делта пише историческия разказ за деца „Във времената на Българоубиеца“, възпяващ разгрома на цар Самуил и Първото българско царство.
На 18 март 2017 г. в Сръбския национален театър в Нови Сад е представена премиерата на операта „Владимир и Косара“ на сръбския композитор Стефан Дивякович, в която двама от главните герои са Самуил, български крал, и Давид, български архиепископ.

## Памет
През 2014 г. с различни прояви България подобаващо почита 1000-годишнината от смъртта на цар Самуил. Кулминацията на националната кампания за отбелязването на юбилея се състои на 9 октомври 2014 г. в Националния парк-музей „Самуилова крепост“ край село Ключ, Петричко. На честването присъстват министри, духовници, представители на различни институции, на политически и обществени организации, ръководители на област Благоевград и община Петрич. Събитието почитат президентът Росен Плевнелиев, министър-председателят Георги Близнашки и патриарх Неофит Български.
На 8 юни 2015 г. на тържествена церемония в София е открит паметник на цар Самуил. Той е поставен до базиликата „Света София“. Автор на скулптурата е Александър Хайтов, чийто проект печели конкурс сред 21 проектни предложения. На церемонията присъстват президентът Росен Плевнелиев и патриарх Неофит Български, който освещава паметника. Изграждането на паметника е част от програмата за честванията на 1000 години от смъртта на владетеля.
Няколко години по-рано на 28 юни 2011 г. като част от проекта Скопие 2014 на пл. „Македония“ в Скопие, Северна Македония е поставен паметник на цар Самуил, изработен от бял мрамор. Владетелят е представен седнал на трон. Монументът има височина от 5 метра и е поставен на пиедестал с височина 3,5 метра. Цената му достига 3,5 милиона евро.

## Други
На цар Самуил са наречени:
- Самуил, село в Североизточна България;
- Цар Самуил, село в Североизточна България;
- Улица „Цар Самуил“ в Центъра на София (Карта);
- Самуил, нос на остров Ливингстън, Антарктика;
- Цар Самуил, стадион в Петрич;
- Самуилово, село в област Благоевград, България;
- Самуилово, село в област Добрич, България;
- Самуилово, село в област Сливен, България;
- Самуилово, село в област Стара Загора, България;
- Самоилово, село в Северна Македония.

## Галерия
- Самуиловата крепост в Охрид
- Паметната плоча, поставена на 19 август 2006 от президента на Република България, Георги Първанов
- Крепостта Траянови врата край София
- Укрепления на крепостта Траянови врата
- Дясната арка от към входа на крепостта Траянови врата
- Лявата (отвътре) арка на крепостта Траянови врата
- Паметникът на цар Самуил на Самуилова крепост, при Ключ
- Превод на първия Самуилов надпис
- Битолският надпис на Иван Владислав